# SuperNada
Supernada são um quinteto composto por Manel Cruz (Ornatos Violeta) na voz, Miguel Ramos no baixo, Ruca Lacerda na guitarra, Eurico Amorim nas teclas e Francisco Fonseca na bateria.

## Biografia
Nasceram ao mesmo tempo que a banda Pluto, na qual participam Manel Cruz e Rui Lacerda.
Existindo desde 2002, por opção própria não gravaram nenhuma maqueta, tendo só actuado ao vivo em sítios como o Hardclub ou Santiago Alquimista. Dizia-se que o álbum iria ser lançado em 2005. Há quem os considere como a "evolução natural dos Ornatos".
Circulam na internet gravações de alguns concertos dados pelos Supernada, incluindo músicas tais como "À tua procura", "Irreal", "Sonho de Pedra", e "Anedota + Eco da Gargalhada".
O primeiro álbum de originais foi lançado a 26 de Março de 2012.

## Discografia
- Ao Vivo No Hard Club
- Ao Vivo No Santiago Alquimista
- Nada É Possível

## Membros
- Manel Cruz (voz)
- Miguel Ramos (baixo)
- Ruca (guitarra)
- Francisco Fonseca (bateria)
- Eurico Amorim (teclado)